# دیوید گولدفین
دیوید گولدفین (انگلیسی: David L. Goldfein؛ زادهٔ ۱۹۵۹) ژنرال بازنشسه نیروی هوایی ایالات متحده آمریکا است، که در فاصله سال‌های ۲۰۱۶ تا ۲۰۲۰ به‌عنوان بیست و یکمین رئیس ستاد نیروی هوایی ایالات متحده آمریکا فعالیت می‌کرد.
گولدفین فعالیت نظامی را از سال ۱۹۸۳ در نیروی هوایی آمریکا آغاز کرد، از ۲۰۰۶ تا ۲۰۰۸ فرمانده بال ۴۹ جنگنده بود، از ۲۰۰۹ تا ۲۰۱۱ به‌عنوان مدیر عملیات فرماندهی نبرد هوایی فعالیت می‌کرد و از ۲۰۱۱ تا ۲۰۱۳ فرماندهی نیروی هوایی نهم را برعهده داشت. وی از ۲۰۱۳ تا ۲۰۱۵ به‌عنوان مدیر ستاد مشترک نیروهای مسلح فعالیت می‌کرد و از ۲۰۱۵ تا ۲۰۱۶ جانشین رئیس ستاد نیروی هوایی بود.